# Fort Michipicoton
 (novembre 2023).
Si vous disposez d'ouvrages ou d'articles de référence ou si vous connaissez des sites web de qualité traitant du thème abordé ici, merci de compléter l'article en donnant les références utiles à sa vérifiabilité et en les liant à la section « Notes et références ».
Le Fort Michipicoton ou Fort Michipicoten fut un poste de traite fortifié à l'époque de la Nouvelle-France.
Le poste de traite du fort Michipicoton fut fondé en 1725 à proximité de la bouche de la rivière Michipicoten et du lac Supérieur dans le pays des Amérindiens de la Nation Ojibwés. Michipicoton ou Michipicoten signifie "grande falaise" en langue ojibwé.
Au XVIIIe siècle, la traite de la fourrure s'étendait jusqu'aux confins de la Baie d'Hudson. Les Grands Lacs permettaient d'atteindre la baie de la rivière Michipicoten.
Pierre-Esprit Radisson et Médard des Groseilliers furent les premiers explorateurs à arpenter cette contrée. 
En 1744, puis en 1758, Louis-Joseph Gaultier de La Vérendrye, un des fils du célèbre explorateur Pierre Gaultier de Varennes et de La Vérendrye, devint le commandant du Fort Michipicoton.
Après le Traité de Paris de 1763, le poste de traite de fort Michipicoton continua à servir de dépôt commercial jusqu'en 1904.